# كأس إسكتلندا 1927–28
كأس اسكتلندا 1927–28 (بالإنجليزية: 1927–28 Scottish Cup)‏ هو موسم من كأس اسكتلندا. فاز فيه نادي رينجرز.